# ميكاليس سيفاكيس
ميكاليس سيفاكيس (باليونانية: Μιχάλης Σηφάκης) (مواليد 9 سبتمبر 1984 في كاندية) لاعب كرة قدم يوناني يلعب حاليا في نادي أريس ثيسالونيكي اليوناني . .

## مسيرته الكروية
لعب ميكاليس سيفاكيس خلال مسيرته الاحترافية مع 8 أندية في ستة عشر موسمًا ولم يسجل خلالها أي هدف ضمن 245 مباراة. حيث فاز في موسم واحد بالكأس وفي موسم واحد بالدوري.
خاض ميكاليس سيفاكيس مسيرته مع نادي أوفي كريت في موسم 2002–03 ليلعب معه خمسة مواسم، مشاركًا في 105 مباراة ولم يسجل أي هدف. ثم انتقل إلى نادي أولمبياكوس في موسم 2007–08 لمدة موسم واحد، حيث شارك في مباراتين ولم يسجل أي هدف أيضًا. لينتقل بعدها إلى نادي أريس تسالونيكي في موسم 2008–09 ليلعب معه أربعة مواسم، مشاركًا في 75 مباراة ولم يسجل أي هدف أيضًا. ثم انتقل إلى نادي رويال شارلروا في موسم 2012–13 لمدة موسم واحد، مشاركًا في 10 مباريات ولم يسجل أي هدف أيضًا. هذا وانتقل لاحقًا إلى نادي أتروميتوس في موسم 2013–14 لمدة موسم واحد، مشاركًا في 8 مباريات ولم يسجل أي هدف أيضًا. ثم انتقل بعدها إلى نادي ليفادياكوس في موسم 2014–15 لمدة موسم واحد، مشاركًا في 25 مباراة ولم يسجل أي هدف أيضًا. ليعود وينتقل من جديد، لكن هذه المرة إلى نادي كورتريك في موسم 2015–16 ولمدة موسمين، مشاركًا في 14 مباراة ولم يسجل أي هدف أيضًا. لينتقل بعدها إلى نادي سامسون سبور في موسم 2017–18 لمدة موسم واحد، مشاركًا في 6 مباريات ولم يسجل أي هدف أيضًا.

## روابط خارجية
- ميكاليس سيفاكيس على موقع الاتحاد الأوربي (الإنجليزية)
- ميكاليس سيفاكيس على موقع اتحاد تركيا (لاعب) (الإنجليزية)
- ميكاليس سيفاكيس على موقع قاعدة بيانات كرة القدم.إي يو (الإنجليزية)
- ميكاليس سيفاكيس على موقع ناشيونال فوتبول تيمز (الإنجليزية)
- ميكاليس سيفاكيس على موقع Soccerway.com (الإنجليزية)
- ميكاليس سيفاكيس على موقع عالم كرة القدم.نت (الإنجليزية)
- ميكاليس سيفاكيس على موقع كووورة
- ميكاليس سيفاكيس على موقع أوليمبيديا (الإنجليزية)
- ميكاليس سيفاكيس على موقع AS.com (الإسبانية)